# 矮生豆列当
矮生豆列当（学名：Mannagettaea hummelii）为列当科豆列当属下的一个种。